# Cyclatemnus dolosus
Cyclatemnus dolosus är en spindeldjursart som beskrevs av Beier 1964. Cyclatemnus dolosus ingår i släktet Cyclatemnus och familjen Atemnidae. Inga underarter finns listade i Catalogue of Life.